# Gisele Bündchen
Gisele Caroline Bündchen (tiếng Bồ Đào Nha: [ʒiˈzɛli ˈbĩtʃẽj], tiếng Đức: [ɡiˈzɛlə ˈbʏntçn̩]; sinh ngày 20 tháng 7 năm 1980)  là một Siêu mẫu và diễn viên người Brasil.
Từ năm 2004, Bündchen là một trong những người mẫu được trả lương cao nhất trên thế giới, và đến năm 2007 là người phụ nữ giàu nhất thứ 16 trong ngành giải trí. Vào năm 2012, cô được xếp hạng đầu tiên trong danh sách các người mẫu kiếm tiền hàng đầu của Forbes. Trong năm 2014, cô đã được Forbes xếp hạng là Người phụ nữ quyền lực nhất thế giới lần thứ 89 trên thế giới.
Vào cuối những năm 1990, Bündchen là người đầu tiên trong làn sóng các người mẫu người Brasil tìm kiếm thành công quốc tế. Năm 1999, Vogue đã ghi nhận sự trở lại của cô là "Sự trở lại của người mẫu gợi cảm". Bündchen là một trong những thiên thần bí mật của Victoria từ năm 2000 đến giữa năm 2007. Bündchen là người tiên phong trong "đi catwalk ngựa", một chuyển động dậm chân được tạo ra khi một người mẫu đưa đầu gối của cô lên cao và đá chân ra phía trước. Trong một cuộc phỏng vấn Vogue 2007, Claudia Schiffer đã nói rằng Bündchen là siêu mẫu còn lại duy nhất.
Bündchen kết hôn với Tom Brady vào năm 2009. Cô ủng hộ nhiều tổ chức từ thiện bao gồm Save the Children, Hội Chữ thập đỏ và Bác sĩ không biên giới, cũng như dành thời gian cho các nguyên nhân gây ô nhiễm môi trường. Cô còn là Đại sứ thiện chí của Chương trình Môi trường Liên Hợp Quốc.

## Tiểu sử
Sinh ra ở Horizontina, Rio Grande do Sul, Bündchen là người Brasil gốc Đức thế hệ thứ sáu. Cô là con của Vânia (nhũ danh Nonnenmacher), một nhân viên ngân hàng đã về hưu, và Valdir Bündchen, một nhà xã hội học và nhà văn. Ông của cô, Walter Bündchen, từng là thị trưởng của Horizontina. Cô lớn lên cùng với năm chị em gái, Raquel, Graziela, Gabriela, Rafaela và người em song sinh của cô, Patrícia. Gia đình của cô theo đạo Công giáo.
Mặc dù cha mẹ cô nói tiếng Đức và Bündchen học tiếng Đức ở trường nhưng cô không còn nói được ngôn ngữ này nữa. Bündchen nói tiếng Bồ Đào Nha, tiếng Anh, tiếng Ý, tiếng Tây Ban Nha và một ít tiếng Pháp.
Cô đã khao khát trở thành một vận động viên bóng chuyền nhưng vào năm 1993, mẹ cô đã đăng ký cho cô và hai chị em Patrícia và Gabriela tham gia một khóa học người mẫu để dạy họ sự tự tin và tư thế đẹp hơn. Sau khi khóa học kết thúc, họ đã được tưởng thưởng bằng một chuyến đi đến Curitiba, São Paulo và Rio de Janeiro, nơi cô được Elite Model Management phát hiện tại một trung tâm mua sắm. Bündchen đã đứng thứ hai trong một cuộc thi quốc gia, Elite Model Look. Năm 1995, Bündchen chuyển đến São Paulo để bắt đầu sự nghiệp người mẫu của mình. Cô ra mắt tại Tuần lễ thời trang New York năm 1996.